# Caroline-atol

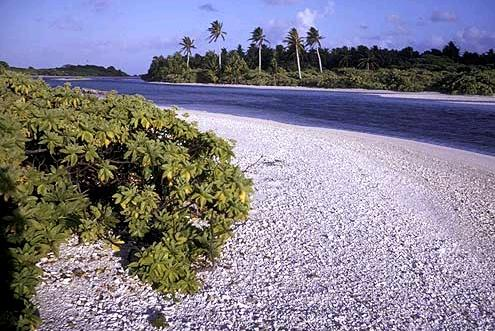
Het Caroline-atol (Kiribati)

Het Caroline-atol (ook wel het Millennium-atol genoemd) behoort tot het land Kiribati, in het midden van de Grote Oceaan. Het atol is onbewoond en een beschermd natuurgebied. Het atol moet niet verward worden met de Carolinen.

## Zonsopgang
Oorspronkelijk liep de internationale datumgrens dwars door Kiribati. In 1995 werd deze verplaatst zodat het overal in Kiribati dezelfde datum is.
Hierdoor is het Caroline-atol het meest oostelijke stuk land ten westen van de datumgrens, waardoor dit de eerste plaats ter wereld is waar de nieuwe dag begint. Tijdens de laatste eeuwwisseling werd het atol dan ook Millenniumeiland genoemd.